# Kabayama Sukenori
Kabayama Sukenori (樺 山 資 紀, 9 de dezembro de 1837 - 8 de fevereiro de 1922) foi um líder militar e estadista samurai japonês. Ele era um general do Exército Imperial Japonês e almirante da Marinha Imperial Japonesa. Mais tarde, ele se tornou o primeiro governador-geral japonês de Taiwan, que após a invasão bem sucedida em 1895 da ilha virou uma colônia japonesa, ficando no cargo por 13 meses.